# پاسکواله پوتزسره
پاسکواله پوتزسره (ایتالیایی: Pasquale Pozzessere؛ زادهٔ ۱۹۵۷ میلادی) کارگردان فیلم، فیلم‌نامه‌نویس اهل ایتالیا است.
از جمله فیلم‌های او می‌توان به زن شهرستانی، مین و به‌سوی جنوب اشاره کرد.